# Mirostowice Dolne
Mirostowice Dolne (niem. Nieder Ullersdorf) – wieś w Polsce, położona w województwie lubuskim, w powiecie żarskim, w gminie Żary nad Lubatką.

## Historia
Miejscowość wzmiankowana w 1247 jako villa Ulrici. Rozwój jej datuje się na XIII–XIV wiek. W okresie przynależności do Niemiec nosiła nazwę Bra Ullersdorf (Nieder).
Od lat 70 XIX w. do początku lat 90 XX w. we wsi działały Ullersdorfer Werke A.G. późniejsze Mirostowickie Zakłady Ceramiczne. Od lat 40 XX w. do dziś na terenie miejscowości znajduje się baza paliw. 
W czasach przedwojennych ośrodek wydobycia węgla brunatnego – w okolicy wsi funkcjonowały kopalnie Katharine (51°34′40,1″N 15°08′18,2″E/51,577800 15,138400) i Therese (51°34′45,1″N 15°08′46,3″E/51,579200 15,146200).
W latach 1954–1972 wieś należała i była siedzibą władz gromady Mirostowice Dolne. W latach 1975–1998 miejscowość administracyjnie należała do województwa zielonogórskiego.
W miejscowości znajdował się przystanek kolejowy Mirostowice Dolne.

## Zabytki
Do rejestru zabytków wpisane są następujące obiekty znajdujące się na terenie wsi:
- kościół św. Barbary w Mirostowicach Dolnych, wczesnogotycki, wzniesiony w drugiej połowie XIII wieku, otoczony murem kamiennym z XIV stulecia. Kilkakrotnie przebudowywany: w XV wieku przesklepiony, w XVII–XVIII w. rozbudowany o kruchtę i zakrystię, w 1722 r. przebudowano nawę, w 1798 r. wyremontowano wieżę, a współcześnie w 1983 roku odrestaurowano całość. Świątynia jest jednonawowa, murowana z kamienia i cegły, z czterokondygnacyjną wieżą, którą wieńczy hełm z latarnią
  - cmentarz kościelny
  - ogrodzenie, murowano-kamienne, z XV-XVIII wieku
- budynek gospodarczy, pl. Kościelny 14, z XVIII wieku.